# گیگلا جاناشیا
گیگلا جاناشیا (به گرجی: გიგლა ჯანაშია)(۲۷ سپتامبر ۱۹۲۷–۲۷ آوریل ۲۰۰۷) یک ریاضیدان گرجی و خالق اصلی روش تجزیه طیفی ماتریس جاناشیا-لاگویلاوا بود. بزرگترین دستاورد وی پس از مرگش و زمانی بود که اداره ثبت اختراع و نشان تجاری ایالات متحده آمریکا حق ثبت اختراع این روش و کاربردهای آن را صادر کرد، که برای ریاضیدانان ریاضیات محض بسیار مهم و نادر است.

## تحصیلات و زندگی دانشگاهی
جاناشیا در سال ۱۹۵۱ در رشته ریاضیات از دانشگاه دولتی تفلیس فارغ‌التحصیل شد و تحصیلات تکمیلی خود را در دانشگاه دولتی مسکو ادامه داد. در حالی که در مسکو در سالهای ۱۹۵۲–۱۹۵۵ به عنوان عضوی برجسته از سمینار گلفاند در میان محافل ریاضیدانان نسل خود محبوب شد. پس از بازگشت به گرجستان، تحقیقات خود را در مؤسسه ریاضیات رزمادزه ادامه داد. وی همچنین برای تأسیس دبیرستان ویژه ریاضیات در سال ۱۹۶۲ در تفلیس به‌طور فعال همکاری کرد. در طول زندگی خود، جاناشیا چندین مقاله مهم منتشر کرده است.